# Mutua assicuratrice

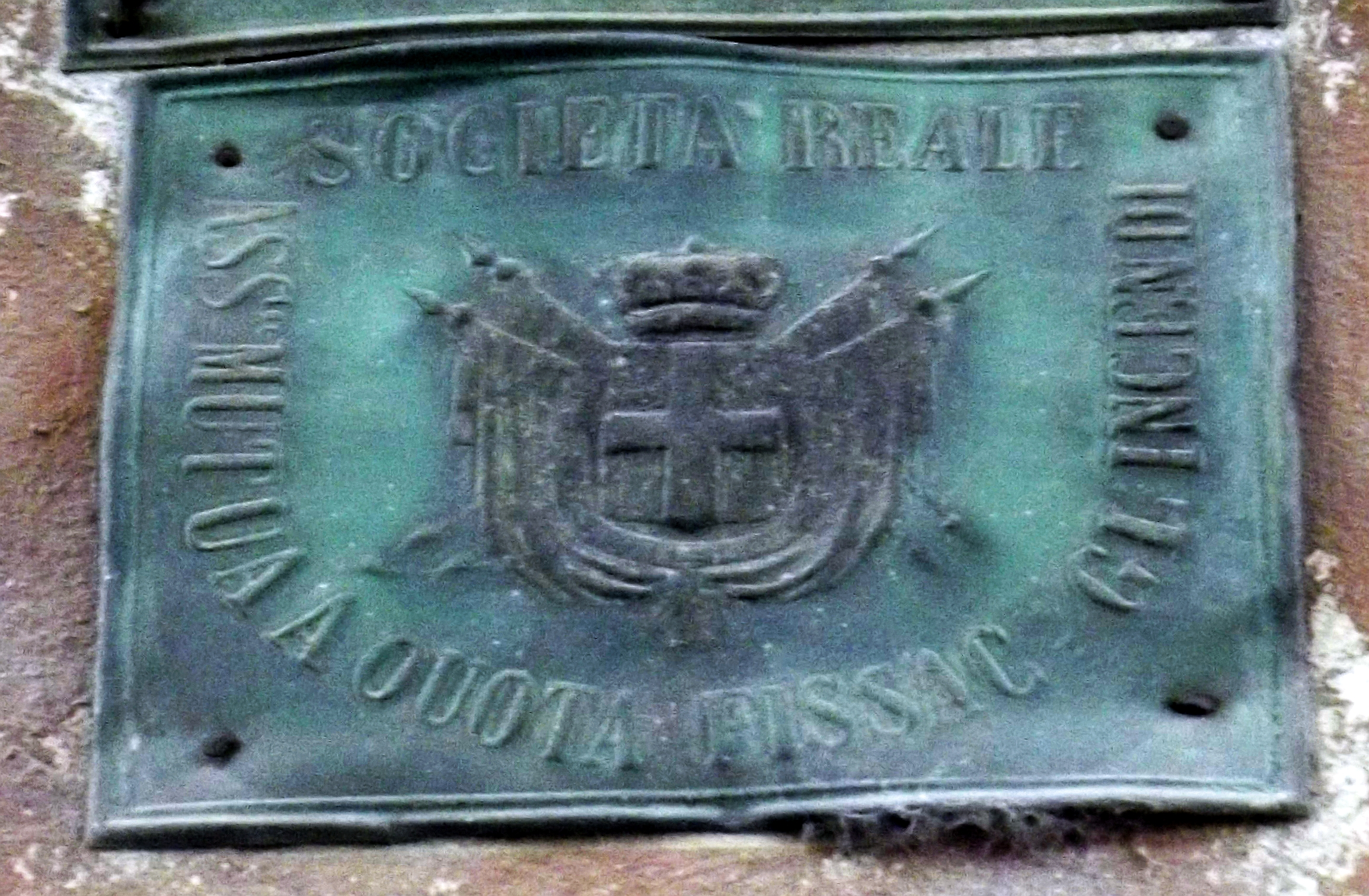
Vecchia targa con l'indicazione dell'avvenuta assicurazione anti-incendio di un edificio (Lanzo Torinese)

Le mutue assicuratrici o società di mutua assicurazione sono particolari società mutualistiche operanti nel settore assicurativo italiano nelle quali, salvo la figura dei soci sovventori, la qualità di socio si acquista solo assicurandosi presso la società e si perde con l'estinguersi dell'assicurazione (art. 2546 c.c.).
I soci-assicurati sono tenuti al pagamento di contributi fissi o variabili entro il limite massimo determinato dall'atto costitutivo. Le mutue assicuratrici sono soggette alle autorizzazioni e ai controlli stabiliti da leggi speciali sull'esercizio dell'assicurazione e alle norme delle società cooperative in quanto compatibili (art. 2547 c.c.). I soci sovventori possono votare ed essere nominati amministratori, ma la maggioranza di essi dev'essere costituita dai soci assicurati. Ai soci sovventori possono essere attribuiti più voti ma comunque non più di cinque (art. 2548 c.c.).

## Assicurazione mutua e mutua assicuratrice
Società di mutua assicurazione o mutua assicuratrice è la società assicurativa che pratica l’assicurazione mutua. Assicurazione mutua è una forma assicurativa che si contrappone all'assicurazione a premio. Mentre nell'assicurazione a premio l'assicuratore, proponendosi fini di lucro, assume su di sé una pluralità di rischi altrui che ripartisce sulla massa degli assicurati attraverso la fissazione dei premi, nell'assicurazione mutua gli assicurati traslano i rispettivi rischi individuali sulla collettività che vanno a costituire o cui accedono, assumendo vincolo associativo e organizzandosi. Si obbligano correlativamente a contribuire ciascuno a quanto necessario per la sopportazione collettiva dei rischi (Gefahrengemeinschaft), che determina una comunione dei danni (Ausgleichsgemeinschaft). Così facendo si esclude la componente relativa al profitto da intermediazione dovuto all'assicuratore-imprenditore nell'assicurazione a premio.
L'assicurazione mutua consiste perciò in un negozio giuridico plurilaterale di natura assicurativa, che si attua mediante la costituzione di un vincolo associativo.
Quando si parla di mutua assicuratrice e di assicurazione mutua si fa riferimento sia ad un tipo di società, sia ad una forma di assicurazione. Mentre gli articoli 2546-2548 c.c. tracciano la disciplina del tipo societario, la disciplina assicurativa è definita dal rinvio dell'art. 1884 c.c. alle regole del contratto di assicurazione.
Le mutue assicuratrici operano in tutti gli ordinamenti avanzati e, soprattutto negli Stati Uniti, in Giappone e in Europa: in particolare, esse ricevono disciplina in tutti gli ordinamenti dell'Unione europea, compresi quelli di più recente adesione, ad eccezione della Grecia.

## Fonti normative
In Italia, le mutue assicuratrici sono state disciplinate per la prima volta con il codice di commercio del 1865, che le qualificava associazioni commerciali. L'art. 183 cod. comm. 1865 imponeva forma scritta all'atto costitutivo sotto pena di nullità. La disciplina organizzativa era sostanzialmente rimessa all'autonomia statutaria, salvo poche regole sull'amministrazione, sull'obbligo di contribuzione e sulla cessazione del rapporto. L'associazione mutua doveva essere amministrata da associati (art. 184 cod. comm. 1865) che ne erano «mandatari temporanei e revocabili» e ai quali, pertanto, non era imposta «altra obbligazione che quella dalla legge imposta ai mandatari». Gli associati erano tenuti soltanto alle prestazioni per contribuzione «cui si obbligano nell'atto di associazione» (art. 185 cod. comm. 1865). Cessava di far parte dell'associazione (art. 186 cod. comm. 1865) colui che avesse perduto la cosa per la quale si è associato, salvo il diritto alla indennità.
Poco più ampia la disciplina del codice di commercio del 1882, ove l'associazione di mutua assicurazione acquisiva la personalità giuridica, negata sotto il vigore del codice del 1865. La disciplina restava tuttavia accomunata a quella dell'associazione in partecipazione e, quindi, molto lacunosa.
Nel 1942 il legislatore del codice civile unificato reputò di non menzionare più le mutue assicuratrici tra le associazioni, ma tra le imprese con scopo mutualistico, e ne collocò la disciplina di seguito a quella delle cooperative, dopo il titolo dedicato alle società di capitali. Ciò in quanto «le mutue assicurative  sono fondate come le cooperative sul principio della mutualità (…), il che implica l'applicabilità ad esse delle norme relative alle cooperative, che non siano incompatibili con la loro particolare natura» (Rel. n. 1031). Coerentemente l'art. 2547 c.c. fa tuttora rinvio «alle autorizzazioni, alla vigilanza e agli altri controlli stabiliti dalle leggi speciali sull'esercizio dell'assicurazione», nonché, nella precedente formulazione, alle «norme stabilite per le società cooperative a responsabilità limitata, in quanto compatibili con la loro natura».
Con ogni probabilità, solo “per caso” la riforma del 2003 ha investito direttamente questo modello societario, peraltro quasi abbandonato dagli operatori italiani. Dal testo provvisorio della riforma, diramato il 30 settembre 2002, poteva desumersi la soppressione—tuttavia solo casuale—dalla disciplina peculiare delle mutue assicuratrici. Invero, proprio questo errore materiale ha indotto il Parlamento a prendere posizione, determinando il Governo non solo a rettificare la formulazione dell'intervento normativo in modo da non espungere dall'ordinamento la disciplina specifica delle mutue, ma, anzi, a riproporre tale disciplina nel corpo dell'art. 8, d.lgs. 17 gennaio 2003, n. 6, con una marginale variazione (il rinvio alla disciplina delle «società cooperative a responsabilità limitata», divenuto delle «società cooperative») e l'eliminazione di una ripetizione (v. art. 2546 c.c.).
Un ulteriore intervento, limitato tuttavia alle sole mutue assicuratrici minori, si è avuto con la riforma della legislazione speciale sulle assicurazioni (d.lgs. 7 settembre 2005, n. 209 Codice delle assicurazioni private). Il codice detta una disciplina specifica per «particolari mutue assicuratrici» (art. 52 ss. cod. ass. priv.), in relazione all'oggetto limitato e al numero di assicurati. Tale disciplina, che non molto si discosta dalla corrispondente, superata normativa di vigilanza—e che invero non aveva consentito la formazione di alcuna nuova mutua assicuratrice dopo l'approvazione del codice civile del 1942—costituisce per alcuni profili un passo avanti verso l'allineamento della legislazione italiana a quella dei Paesi, europei e non, ove le mutue assicuratrici, anche di minori dimensioni, hanno un ruolo di rilievo in economia. In più parti, tuttavia, tale normativa appare discutibile e imprecisa.

## Rapporto assicurativo e rapporto associativo
Caratteristica, la più peculiare della mutua assicuratrice, è che si acquista la qualità di socio assicurandosi presso la società e la si perde con l'estinguersi dell'assicurazione. Seppure siano stati addotti anche di recente pregevoli argomenti a favore dell'opinione che vede nell'assicurazione mutua e nella partecipazione alla mutua assicuratrice due distinti contratti o, meglio, rapporti, l'uno associativo l'altro assicurativo, tra di loro collegati o accessori, è maggioritaria e preferibile la tesi che sostiene l'unitarietà del rapporto sociale e di quello assicurativo. È da ritenersi, infatti, che il negozio giuridico rivesta natura assicurativa e si attui mediante la costituzione di un vincolo associativo.
La combinazione di un momento associativo e di un momento assicurativo si riflette sul regime della disciplina. Ai sensi dell'art. 2547 c.c., alle società mutue assicuratrici è applicabile la disciplina delle società cooperative in quanto compatibile con la loro natura; alle assicurazioni mutue, d'altronde, è applicabile la disciplina del contratto di assicurazione, in quanto compatibile con la specialità del rapporto (art. 1884 c.c.). Sebbene le due discipline di regola non abbiano ragione di interferire, in almeno due casi entrano in (più o meno apparente) conflitto: così in materia di obblighi contributivi e di prescrizione. Dottrina e giurisprudenza (e v., in senso contrapposto, App. Torino, 21 novembre 1992, in Giur. it.  1994, I, 2, 502; Trib. Caltanissetta, 18 giugno 1968, in Giur. sic. , 1968, 817; in Giur. it. , 1970, II, 1, 253 e Pret. Roma, 14 gennaio 1963, in Assic. , 1964, II, 231 ss.) non hanno saputo offrire soluzioni univoche, a ragione della divisione in punto di definizione dell'essenza dell'assicurazione mutua.

## Costituzione
Le mutue assicuratrici devono costituirsi per atto pubblico (arg. ex art. 2521), sebbene il contratto di assicurazione mutua rivesta forma scritta solo a fini di prova (ex art. 1888). Al proposito, un argomento decisamente a favore della tesi unitaria è che il contratto costitutivo della mutua assicuratrice non si limita alla costituzione dell'ente, ma vale necessariamente da contratto di assicurazione. A differenza che per le cooperative di assicurazione tout court, infatti, non è ammissibile la costituzione di questo tipo di società se non da parte di coloro che intendano, con quel medesimo atto, contrarre una garanzia assicurativa: ciò significa che la costituzione e l'inizio dell'attività devono necessariamente coincidere. 
Il che, soprattutto in passato, ha determinato non poche perplessità. L'inizio dell'attività, infatti, era (ed è tuttora) soggetto all'autorizzazione dell'ISVAP, che non poteva concederla se non ove la società fosse stata regolarmente costituita e possedesse i requisiti necessari per il provvedimento di autorizzazione (così gli artt. 9 e 10 d.lgs. 17 marzo 1995, n. 174; artt. 11 e 12, d.lgs. 17 marzo 1995, n. 175). L'attuale art. 14 cod. ass. priv. prevede invece una procedura costitutiva analoga a quella bancaria, per cui l'impresa assicurativa dev'essere autorizzata prima della legale costituzione attraverso l'iscrizione nel registro delle imprese (che, anzi, non può avere corso in mancanza di autorizzazione: cfr., art. 14, comma 2, cod. ass. priv.). Il che risolve senz'altro il problema della irregolarità (di esercizio dell'assicurazione senza autorizzazione) tra la legale costituzione e l'autorizzazione che era stato fondatamente posto in passato.
Per la costituzione delle mutue assicuratrici, restano peraltro come requisiti specifici che 
1. i fondatori siano portatori di un rischio assicurabile che intendano garantire attraverso la costituzione della mutua;
2. reperiscano immediatamente (anche mediante sovventori) quanto necessario per la costituzione del fondo di garanzia, determinato (a differenza che per le cooperative d'assicurazione) in misura pari al capitale minimo richiesto per le società per azioni esercenti le assicurazioni, in relazione ai settori e ai rami per i quali si richiede l'autorizzazione.

Regole speciali, contenute negli artt. 52-56 cod. ass. priv., valgono per la costituzione delle particolari mutue assicuratrici, di cui s'è fatto cenno. Al proposito, è oggi attribuita all'Isvap (ex artt. 54-55 cod. ass. priv.) la competenza per fissare, con propria normativa regolamentare, la procedura per il rilascio, l'estensione o il diniego dell'autorizzazione. Competente a dar corso alla procedura autorizzativa può essere l'Isvap stesso ovvero, nel caso delle regioni a statuto speciale, l'organo regionale a ciò preposto. Agli stessi soggetti che concedono l'autorizzazione è rimesso di determinare—per le proprie aree di competenza—i requisiti di adeguatezza patrimoniale e la disciplina della struttura organizzativa della società.

## Contributi e capitale sociale
Nella sua evoluzione storica, la mutua assicuratrice ha assunto due modalità organizzative, in relazione alle modalità di afflusso delle risorse da destinare al pagamento delle indennità: si parla così di mutua a ripartizione e di mutua a contribuzione anticipata. Nella prima, gli assicurati-soci sono tenuti a contribuire alle spese della società in ragione dei sinistri occorsi in un determinato periodo, ex post; nella seconda, essi sono tenuti a versare anticipatamente a favore della società contributi, fissi o variabili, in relazione al rischio assicurato. Con l'emanazione del T.U. delle assicurazioni private nel 1959 la mutua a ripartizione è stata definitivamente vietata, ma già nella stessa direzione si era posto il codice del '42 (v. Relazione n. 1031). L'art. 2546 c.c. prescrive infatti la fissazione di contributi fissi o variabili, in base al limite massimo determinato dall'atto costitutivo, con funzione analoga a quella dei premi sotto il versante assicurativo, e di conferimento sotto il versante societario.
I contributi non possono tuttavia considerarsi né solo premi, né conferimenti nello stesso senso in cui essi sono intesi nelle società cooperative o nelle società per azioni. Non sono solo premi perché non rappresentano soltanto il prezzo della garanzia assicurativa, ma costituiscono l'apporto che giustifica la partecipazione al vincolo associativo: peraltro, a differenza dei premi, che sono fissi e predeterminati, i contributi possono essere variabili, sia in diminuzione, sia anche in aumento. Non sono neppure conferimenti in senso stretto, perché non sono destinati alla formazione del capitale sociale, né danno luogo a quote di partecipazione.
Le mutue assicuratrici, invero, non hanno capitale sociale, né fisso, né variabile, ma devono dotarsi di un fondo di garanzia, equiparato dalla normativa di vigilanza al capitale minimo delle s.p.a., che viene di regola alimentato—nelle società consolidate—con gli utili di esercizio, e cioè come una riserva societaria. L'art. 2548 c.c. prevede che «fondi di garanzia per il pagamento delle indennità» possono essere costituiti con speciali conferimenti di assicurati o di terzi, ai quali può essere attribuita la qualità di socio (sovventore).
Il concetto di fondo di garanzia impiegato nel codice civile non corrisponde, tuttavia, a quello fatto proprio dalla normativa di vigilanza: il primo infatti, pur non avendone la natura, ha la funzione di una riserva assicurativa (non si tratta tuttavia di riserva tecnica, perché non è accantonata dai contributi); il secondo ha la funzione del capitale minimo, ma si costituisce come una riserva societaria, e non può quindi fungere, come il capitale delle altre società, da parametro per la partecipazione dei soci.
Le mutue assicuratrici sono società a responsabilità limitata, atteso che, ai sensi dell'art. 2546, comma 1, c.c.  «le obbligazioni sono garantite dal patrimonio sociale» (è stato peraltro soppresso l'attributo «sociale» riferito, nella versione della norma apparsa nel codice del 1942, alle obbligazioni). L'inciso del primo comma dell'art. 2546 c.c. risulta tuttavia sostanzialmente pleonastico ora che la riforma del diritto societario ha escluso la possibilità di costituire società cooperative a responsabilità illimitata o multipla (vedi l'attuale art. 2518 c.c.). Si ritiene che la variabilità dei contributi dei soci assicurati, ove prevista, e comunque entro il tetto massimo determinato dall'atto costitutivo, sia esclusivamente destinata a consentire il pareggio tra costi e ricavi della gestione assicurativa e non possa essere fatta valere per la copertura di perdite derivanti dalla gestione societaria.

## Soci sovventori e finanziamento
Non si parla di contributi, ma di conferimenti speciali, con riguardo agli apporti effettuati dai soci sovventori per la costituzione del fondo di garanzia. Questi conferimenti potrebbero astrattamente considerarsi idonei alla formazione di quote di partecipazione e di capitale sociale. Secondo alcuni, tuttavia, nonostante ai sovventori possa essere attribuita la qualità di socio, si tratta in realtà di figure assimilabili ai titolari di buoni di godimento o di strumenti partecipativi.
I sovventori hanno comunque diritto a che il relativo apporto sia remunerato, sia con interessi fissi, sia con utili, sia con un sistema misto, in parte fisso e in parte variabile in relazione ai profitti dell'attività. Ai sovventori spettano anche diritti amministrativi ma non possono prendere il sopravvento nella gestione della società. L'ordinamento pone loro anzitutto un doppio limite con riguardo al voto in assemblea: da un lato, ciascun sovventore non può esercitare individualmente più di cinque voti, dall'altro lato, i voti complessivamente attribuiti ai sovventori non possono superare quelli attribuiti agli assicurati. Il principio deve ritenersi applicabile alle singole assemblee e non può essere neutralizzato dal prevedibile assenteismo degli assicurati. Questa posizione, sostenuta in passato senza il conforto legislativo, è oggi avvalorata da una serie di disposizioni che il riformatore ha introdotto in relazione all'esercizio del voto da parte di possessori di strumenti finanziari nelle cooperative. 
In secondo luogo, i soci sovventori possono farsi nominare amministratori, ma la maggioranza di questi deve essere costituita da assicurati.
Per altro profilo, le mutue assicuratrici possono emettere obbligazioni al pari delle cooperative. Si discute se possano emettere azioni in relazione alle quote dei sovventori e se possano quotarsi in borsa: la soluzione affermativa è prevalente, anche se il parallelo con le società cooperative deve essere sul punto condotto con cautela. Più coerente con la riforma del diritto societario appare infatti una qualificazione dei certificati attribuiti ai sovventori di mutue assicuratrici in termini di strumenti finanziari partecipativi, piuttosto che di azioni, sul rilievo assorbente che, a differenza delle «azioni di sovvenzione» cooperative, i primi non si relazionano al capitale.

## Organizzazione corporativa
L'organizzazione corporativa delle società mutue assicuratrici corrisponde a quella delle cooperative. Di regola, quindi, vi sarà un’assemblea dei soci-assicurati, un consiglio di amministrazione e un collegio sindacale.
Nel consiglio di amministrazione devono essere eletti soci-assicurati: meno della metà dei membri può essere scelta anche tra i sovventori. Anche per le mutue assicuratrici valgono le opzioni consentite dall'art. 2544 c.c. alle cooperative, in relazione ai sistemi di amministrazione e controllo. La società potrà quindi optare per il sistema dualistico di cui all'art. 2409-octies c.c., ovvero per quello monistico, di cui all'art. 2409-sexiesdecies c.c.. Considerati i limiti dimensionali, non è prospettabile l'applicazione del regime delle s.r.l. ex art. 2519, comma 2, c.c.: diversamente dalle piccole cooperative, non potrà quindi derogarsi anche nelle mutue più piccole alla necessaria ripartizione di competenze tra assemblea ed amministratori. Tale soluzione è stata peraltro accolta all'art. 56, comma 3, cod. ass. priv., che esclude espressamente—per le particolari mutue assicuratrici—la possibilità di optare per il regime disciplinare delle s.r.l.
Con riguardo all'organo assembleare, ha un certo rilievo la pratica delle cosiddette assemblee dei delegati. Si tratta di un sistema sostitutivo dell'assemblea generale in cui esprimono il voto «delegati» nominati di norma per cooptazione, su indicazione del consiglio di amministrazione. L'istituto non corrisponde a quello delle assemblee separate di cui all'art. 2540 c.c. e suscita dubbi di legittimità, anche in altri ordinamenti (in particolare quello tedesco). In effetti, il sistema dei delegati impedisce ai singoli soci non solo di partecipare alle assemblee generali, ma anche di dare istruzioni ai delegati o di concorrere alla relativa nomina. Corretto sarebbe invece che gli assicurati-soci fossero chiamati a votare in relazione agli ordini del giorno di cui debba discutere l'assemblea generale, o quanto meno ad eleggere direttamente i propri rappresentanti.
Per ciò che riguarda il controllo dei conti, occorre ricordare che le mutue, in quanto imprese di assicurazione, devono sottoporsi alla revisione contabile obbligatoria da parte di una società di revisione. Ai sensi dell'art. 2547 c.c. le mutue sono infatti soggette alle leggi speciali in materia di esercizio delle assicurazioni: esse sottostanno dunque al controllo dell'autorità di vigilanza sulle assicurazioni, mentre non sono alle stesse applicabili le norme sul controllo cooperativo di cui agli artt. 2545-quaterdecies ss. c.c., né quelle contenute nel d.lgs. 2 agosto 2002, n. 220, recante la disciplina della revisione in materia cooperativistica.
Ciononostante, è da ritenersi ammissibile il controllo giudiziario ex art. 2409 c.c.

## Demutualizzazione
Per demutualizzazione si intende, soprattutto negli ordinamenti di common law, l'abbandono del principio della mutualità, a favore di quello della gestione lucrativa. Per le mutue assicuratrici, ciò si traduce nella trasformazione in società per azioni o nel trasferimento del portafoglio assicurativo a società per azioni. È questo un tema di attualità da un decennio a questa parte in tutti i maggiori ordinamenti europei e, soprattutto, negli Stati Uniti.
In passato, la giurisprudenza italiana ha ammesso, nonostante il divieto valevole per le cooperative, la trasformazione delle mutue assicuratrici in società per azioni. Tale soluzione è apparsa ad alcune fonti non condivisibile, nonostante il contrario orientamento della dottrina dominante e dell'ISVAP.
Oggi essa va comunque verificata alla luce del mutato contesto normativo. L'art. 2545-decies c.c. consente infatti la trasformazione delle cooperative a mutualità non prevalente, facendo obbligo di devolvere il valore effettivo del patrimonio, dedotti il capitale versato e rivalutato e i dividendi non ancora distribuiti, ai fondi mutualistici per la promozione e lo sviluppo della cooperazione.
La norma richiamata non è applicabile alle mutue assicuratrici. Fermo restando che le mutue possono, secondo la dottrina maggioritaria, stipulare contratti di assicurazione a premio in misura non prevalente rispetto ai contratti di assicurazione mutua, resta tuttavia implausibile un inquadramento delle mutue assicuratrici tra le cooperative a mutualità prevalente o non prevalente per gli effetti previsti dalla normativa delle cooperative. Le mutue assicuratrici—a differenza delle società di mutuo soccorso e come è del resto confermato dal d.lgs. 220/2002—si collocano fuori dal movimento cooperativistico e non beneficiano delle relative agevolazioni costituzionalmente garantite (siano esse di carattere tributario o generale). Non avrebbe dunque alcun senso applicare alle stesse norme, come quella sulla trasformazione o sui controlli, che hanno a presupposto la partecipazione alle provvidenze ed agevolazioni cooperativistiche.
Per fornire soluzione al problema della trasformazione (principalmente in società per azioni) occorre piuttosto misurarsi con il disposto dell'art. 2500-octies c.c., che disciplina la trasformazione in società di capitali. Questa norma appare particolarmente attenta nell'individuare i soggetti giuridici trasformabili (consorzi, società consortili, comunioni d'azienda, associazioni riconosciute e fondazioni), così manifestando in modo inequivocabile alcune esclusioni (così almeno secondo l'opinione preferibile): la prima di tali esclusioni riguarda le società cooperative, che infatti possono trasformarsi in società di capitali solo alle condizioni di cui all'art. 2545-decies c.c.; la seconda riguarda le associazioni non riconosciute; la terza, appunto, le mutue assicuratrici. Alla luce di tale disposizione, sembrano restare validi ed intatti tutti gli argomenti addotti in precedenza per negare la trasformabilità delle mutue assicuratrici in società per azioni.
E cioè: la strutturale mancanza del capitale sociale nelle mutue assicuratrici, e persino la mancanza di quote di partecipazione dei soci, rende arbitrario qualunque criterio di assegnazione delle azioni, tra cui quello individuato in giurisprudenza. Da respingere è infatti l'assunto che a ciascun assicurato avente una polizza in corso debba essere attribuito un numero di azioni proporzionale alla quota di patrimonio netto che abbia contribuito a formare negli ultimi dieci anni di contribuzione. Invero, se si deve tener conto delle contribuzioni effettive alla formazione del patrimonio netto della mutua, occorre risalire fino alla sua costituzione e valutare la contribuzione non solo degli assicurati attuali, ma anche di tutti quelli che per una ragione o per l'altra non ne sono più soci.
Altresì arbitrario è il criterio in base al quale le azioni della società per azioni risultante vengono ripartite tra assicurati e sovventori: ai sovventori spetterebbe infatti la conversione della quota di fondo di garanzia dagli stessi sottoscritta ed, inoltre, una quota parte del fondo di garanzia proprio, di quello cioè costituito dalla società medesima mediante accantonamenti di riserve. Invero, la parte di fondo di garanzia costituita dalle riserve (il fondo proprio) non è prestabilita dalla legge, e può anzi del tutto mancare. Ciò significa che nelle operazioni di trasformazione ove sono presenti soci sovventori, agli assicurati viene attribuita una quota parte delle azioni della società risultante solo a condizione che esista un fondo proprio e, comunque, nella misura che questo casualmente assume.
Non privo di efficacia nello stesso ordine di critiche appare poi il rilievo che nell'ipotesi di trasformazione di una mutua assicuratrice, in cui siano presenti sovventori, gli stessi si ritroverebbero nella maggior parte dei casi—per il sol fatto della trasformazione—in possesso del pacchetto azionario di maggioranza di una società, che non avrebbero mai potuto governare come mutua. Il che appare un tradimento fin troppo disinvolto delle regole di tutela dello spirito mutualistico che si impongono fintanto che la mutua riveste tale forma societaria.
In senso contrario alla demutualizzazione, ma sulla base di valutazioni generali, valevoli per qualunque ordinamento, si schiera di recente anche la Commissione europea.

## Esempi
Fra le mutue assicuratrici italiane si possono annoverare le seguenti compagnie:
- Reale Mutua Assicurazioni
- Gruppo ITAS Assicurazioni[8]
- MEIE fino al 1998